# Levesque (Hunderasse)
Der Levesque war eine ehemals von der FCI anerkannte französische Hunderasse (ehemals FCI-Gruppe 6, Sektion 1.1, Standard Nr. 23). Die FCI hat die Rasse auf Antrag des französischen Dachverbands wieder aus ihren Listen gestrichen.

## Herkunft und Geschichtliches
Die Zucht der Rasse begann mit einer Kreuzung zwischen einer Hündin aus der Meute des Conte de Chabod mit einem Rüden aus einer anderen Meute. Auf der Basis der Hunde aus diesem Wurf begann der Züchter Rogatien Levesque zwischen 1873 und 1880 mit der Zucht einer neuen Rasse, die nach ihrem Erstzüchter benannt wurde. Daran beteiligt waren neben Chabods Hunden der Grand Bleu de Gascogne, der Grand Gascon Saintongeois und der English Foxhound. Das Ziel war ein Meutejagdhund mit guter Nase, schnell und kräftig.
Die Rasse war lange Zeit von der FCI anerkannt, wurde aber auf Antrag der Société Centrale Canine wieder aus den Listen gestrichen, da es sich nach Ansicht dieses Verbandes beim Levesque lediglich um eine Variante des Grand Gascon Saintongeois handelte.

## Beschreibung
Im Vergleich zu anderen französischen Jagdhunden war er leichter gebaut: 25–30 kg, bei 66–72 cm Widerristhöhe. Das Haar war kurz und glatt in den Farben Tricolor: auf den Kopf beschränkte Lohfarbe, schwarz als Mantel oder Decke, reinweiß ohne Tüpfelung.